# Passova
Genre
Passova est un genre de lépidoptères de la famille des Hesperiidae, de la sous-famille des Pyrginae et de la tribu des Pyrrhopygini.

## Dénomination
Le genre Passova a été nommé par William Harry Evans en 1951.

## Sous-espèces
- Passova ganymedes (Bell, 1931); présent en Colombie, en Équateur et au Pérou
- Passova gazera (Hewitson, [1866]); présent au Brésil
- Passova gellias (Godman & Salvin, [1893]); présent au Costa Rica, au Honduras et à Panama
- Passova glacia Evans, 1951; présent  en Guyane.
- Passova greta Evans, 1951; présent  en Bolivie et au Pérou.
- Passova nigrocephala (Bell, 1934); présent en Colombie
- Passova passova (Hewitson, [1866]); présent en Colombie, au Pérou,  au Brésil, en Guyana et en Guyane.
- Passova polemon (Hopffer, 1874); présent au Brésil
- Passova vilna Evans, 1951; présent en Bolivie[1].